# In the Name of Love (film, 1925)
Pour les articles homonymes, voir In the Name of Love.
Pour plus de détails, voir Fiche technique et Distribution.
In the Name of Love est un film américain réalisé par Howard Higgin, sorti en 1925.
Il s'agit d'une adaptation de la pièce The Lady of Lyons (en) d'Edward Bulwer-Lytton, créée à New York en 1838 et reprise à Londres en 1841.

## Fiche technique
- Titre : In the Name of Love
- Réalisation : Howard Higgin
- Scénario : Sada Cowan (en), d'après la pièce The Lady of Lyons d'Edward Bulwer-Lytton
- Photographie : Charles Edgar Schoenbaum
- Producteurs : Jesse L. Lasky et Adolph Zukor
- Société de production : Famous Players-Lasky Corporation
- Pays d'origine :  États-Unis
- Format : Noir et blanc — 35 mm — 1,33:1 — Muet
- Genre : Comédie romantique
- Durée : 60 minutes
- Date de sortie : 1928
  - États-Unis : 10 août 1925

## Distribution
- Ricardo Cortez : Raoul Melnotte
- Greta Nissen : Marie Dufrayne
- Wallace Beery : Glavis
- Raymond Hatton : Marquis de Beausant
- Lillian Leighton : la mère de Marie Dufrayne
- Edythe Chapman : la mère de Raoul Melnotte
- Richard Arlen : Dumas Dufrayne